# 't Spaanse Schaep
 't Spaanse Schaep is een Nederlandse televisieserie uit 2010. De serie is een vervolg op de 't Vrije Schaep en werd vervolgd met 't Schaep in Mokum.

## Verhaal
Het verhaal speelt zich eind jaren zeventig af, twee jaar later dan 't Vrije Schaep. Lukas (Marc-Marie Huijbregts) is zijn vriend Sjon (Hans Kesting) achternagereisd naar Spanje. Lukas en Sjon zijn aldaar aan de Spaanse kust een pension begonnen. Kootje (Pierre Bokma) heeft Camping 't Vrije Schaep moeten teruggeven aan de natuur en is werkloos geworden. Doortje (Loes Luca) baalt ervan dat haar relatie met Kootje niet heeft geleid tot een echte verhouding. Lena (Georgina Verbaan) is zwanger en wil de eerste 'bom - Bewust Ongehuwde Moeder' van Nederland worden. Opoe (Carry Tefsen) is inmiddels oud en gebrekkig geworden. Greet (Bianca Krijgsman) en Huipie (Laus Steenbeeke) zijn druk met hun tweeling en lopen op hun tandvlees. Riek (Jenny Arean) en Arie (Ton Kas) hebben geërfd van een oude tante, maar willen dit geheimhouden voor hun vrienden.
Op de verjaardag van Doortje ontbreekt Lukas; sinds lange tijd heeft niemand meer iets van Lukas vernomen. De relatie tussen Sjon en Lukas is in een crisis beland en het pension loopt absoluut niet. De Amsterdamse vrienden besluiten om gezamenlijk naar Spanje af te reizen om Lukas weer in het zadel te helpen. Of zijn ze misschien toch meer op de vlucht voor hun eigen problemen?

## Personages

### Hoofdrollen
| Acteur                | Personage             | Dubbelrol |
| --------------------- | --------------------- | --------- |
| Loes Luca             | Doortje Lefèvre       | Raquel    |
| Pierre Bokma          | Kootje de Beer        | Pablo     |
| Marc-Marie Huijbregts | Lukas Blijdtschap     |           |
| Carry Tefsen          | Anne 'Opoe' Withof    |           |
| Georgina Verbaan      | Lena Braams           |           |
| Ton Kas               | Arie Balk             |           |
| Jenny Arean           | Riek Balk             |           |
| Laus Steenbeeke       | Huipie van Duivenbode |           |
| Bianca Krijgsman      | Greet van Duivenbode  |           |

### Gastrollen per aflevering
1. Hallo, gezellig!
- Hans Kesting - Sjon

2. Patrick
- Arie Boomsma - Patrick
- Martijn Fischer & Audrey Bolder - Nederlands echtpaar

3. Trudy
- Angela Groothuizen - Trudy Braams

4. Jopie
- Noortje Herlaar - Debbie
- Jelle de Jong - Ronnie
- Ruth Jacott - Jopie Vrijman/Josephine du Pré

5. Pablo
- Samuel Hubner - Pedro

6. Raquel
- Jeroen Spitzenberger - Spaanse dokter
- Juan Tajes - Spaanse bandleider

7. Harry
- Piet Römer - Harrie
- Felix Strategier - Groepsleider Jan

8. Opoes Rapsodie
- Lineke Rijxman - Jaqueline
- Hans Kesting - Sjon
- Arie Boomsma - Jezus

## Afleveringen
| Nr. | Seizoen | Titel            | Uitzenddatum NL  | Kijkcijfers NL    |
| --- | ------- | ---------------- | ---------------- | ----------------- |
| 1   | 3       | Hallo, gezellig! | 5 december 2010  | 2.470.000 kijkers |
| 2   | 3       | Patrick          | 12 december 2010 | 2.426.000 kijkers |
| 3   | 3       | Trudy            | 19 december 2010 | 2.452.000 kijkers |
| 4   | 3       | Jopie            | 26 december 2010 | 1.982.000 kijkers |
| 5   | 3       | Pablo            | 2 januari 2011   | 2.215.000 kijkers |
| 6   | 3       | Raquel           | 9 januari 2011   | 2.387.000 kijkers |
| 7   | 3       | Harrie           | 16 januari 2011  | 2.694.000 kijkers |
| 8   | 3       | Opoes Rapsodie   | 23 januari 2011  | 2.614.000 kijkers |

## Liederen
Voor deze serie zijn twintig liedjes uit het wereldrepertoire door Houtappels "hertaald" in het Nederlands, en is gebruikgemaakt van vier reeds bestaande liedteksten.
Aflevering 1
- "Daarom haat ik mijn verjaardag" - Loes Luca, Pierre Bokma, Carry Tefsen, Georgina Verbaan, Ton Kas, Jenny Arean, Laus Steenbeeke en Bianca Krijgsman (hertaling van "I don't Like Mondays" - Boomtown Rats)
- "Geen idee" - Marc-Marie Huijbregts (hertaling van "Do you know where you're going to" - Diana Ross)
- "Lekker bakken in de zon" - Pierre Bokma, Bianca Krijgsman, Jenny Arean, Georgina Verbaan, Carry Tefsen, Marc-Marie Huijbregts, Laus Steenbeeke, Ton Kas en Loes Luca (hertaling van "Demaciado Corazon" - Mink DeVille)

Aflevering 2
- "Ik wil alleen maar bij je zijn" - Georgina Verbaan en Marc-Marie Huijbregts (hertaling van "I only want to be with you" - Dusty Springfield)
- "Quiero" - Loes Luca (origineel: Julio Iglesias)
- "Er is toe" - Loes Luca, Marc-Marie Huijbregts, Jenny Arean en Bianca Krijgsman (hertaling van "Eres tu" - Mocedades)

Aflevering 3
- "Niets gedaan" - Marc-Marie Huijbregts (hertaling van "Nothing Rhymed" - Gilbert O'Sullivan)
- "Dit is mijn lijf" - Jenny Arean (hertaling van "This is my life" - Shirley Bassey)
- "In mijn ogen kun je zien wat ik bedoel" - Ton Kas (hertaling van "Please don't let me be misunderstood" - Santa Esmeralda)

Aflevering 4
- "Morgen ben ik de bruid" - Jenny Arean, Bianca Krijgsman en Noortje Herlaar (origineel: Willeke Alberti)
- "Vondelpark" - Ruth Jacott en Loes Luca (hertaling van "MacArthur Park" - Donna Summer)
- "Taka Takata" - Loes Luca en Pierre Bokma (hertaling van "Taka taka" - Paco Paco)

Aflevering 5
- "Die twee waar ik zoveel van hou" - Bianca Krijgsman (hertaling van "The man with the child in his eyes" - Kate Bush)
- "Ik weet wel wat ik vanavond doe" - Georgina Verbaan en Loes Luca (hertaling van "A far l'amore comincia tu" - Raffaella Carrà)
- "Wat een lekker ding" - Laus Steenbeeke, Ton Kas, Pierre Bokma, Marc-Marie Huijbregts, Loes Luca, Georgina Verbaan en Bianca Krijgsman (hertaling van "Livin' Thing" - ELO)

Aflevering 6
- "Vrouw en verliefd" - Loes Luca (hertaling van "Woman in love" - Barbra Streisand)
- "Gisteren was ik nog jong" - Carry Tefsen en Pierre Bokma (hertaling van "Yesterday when I was young" - Charles Aznavour)
- "Op de liefde" - Jenny Arean, Loes Luca, Georgina Verbaan, Marc-Marie Huijbregts, Pierre Bokma, Carry Tefsen, Ton Kas, Laus Steenbeeke en Bianca Krijgsman (hertaling van "Bamboleo" - Gipsy Kings)

Aflevering 7
- "Cirkels" - Piet Römer en Carry Tefsen (hertaling van "The Windmills of Your Mind" - Michel Legrand)
- "Carmen & De Jantjes Battle" - Loes Luca (origineel: De Jantjes)
- "Het leven een droom" - Carry Tefsen, Jenny Arean, Bianca Krijgsman, Loes Luca, Pierre Bokma, Ton Kas, Laus Steenbeeke, Piet Römer, Marc-Marie Huijbregts en Georgina Verbaan (hertaling van "Calypso" - John Denver)

Aflevering 8
- "Opoe's zwanenzang" - Marc-Marie Huijbregts, Georgina Verbaan, Pierre Bokma, Carry Tefsen en Lineke Rijxman (hertaling van "Bohemian Rhapsody" - Queen)
- "Sorry is een vreselijk moeilijk woord" - Pierre Bokma en Loes Luca (hertaling van "Sorry seems to be the hardest word" - Elton John)
- "Avond" - Pierre Bokma, Loes Luca, Jenny Arean, Ton Kas, Bianca Krijgsman, Laus Steenbeeke, Georgina Verbaan, Marc-Marie Huijbregts en Hans Kesting (origineel: Boudewijn de Groot)

## Hitnotering
Er werd ook een soundtrack op cd uitgebracht met liedjes uit de serie. Op 29 januari 2011 kwam het album op nummer 83 binnen in de Nederlandse Album Top 100.

### NederlandseAlbum Top 100
| Hitnotering: 29-01-2011 t/m 05-02-2011 | Hitnotering: 29-01-2011 t/m 05-02-2011 | Hitnotering: 29-01-2011 t/m 05-02-2011 | Hitnotering: 29-01-2011 t/m 05-02-2011 |
| Week:                                  | 1                                      | 2                                      |                                        |
| -------------------------------------- | -------------------------------------- | -------------------------------------- | -------------------------------------- |
| Positie:                               | 83                                     | 51                                     | uit                                    |

## Trivia
- Het decor is ontworpen door Gerard Loomans. Het decor bevat een heus zwembad, hotel met restaurant en bar, een aantal straten en een strand.
- Huipie en Greet van Duivenbode hebben een grote bos met krullen.
- Ten tijde van de opnamen was Georgina Verbaan (Lena) echt zwanger. In het originele script stond er niets over een zwangere Lena; dit is er later aan toegevoegd.